# Minakuchi
Minakuchi (水口町, Minakuchi-chō) était un bourg japonais du district de Kōka, dans la préfecture de Shiga. Il a fusionné en 2004 avec les bourgs de Kōka, Shigaraki, Tsuchiyama et Kōnan pour former la ville de Kōka.
Minakuchi est traversé par la rivière Yasu (野洲川, Yasukawa).

## Démographie
Au premier août 2004, avant la fusion administrative, la population de Minakuchi était estimée à 39 186 personnes sur une superficie de 68,93 km2, soit une densité de 568,49 personnes par km².

## Histoire

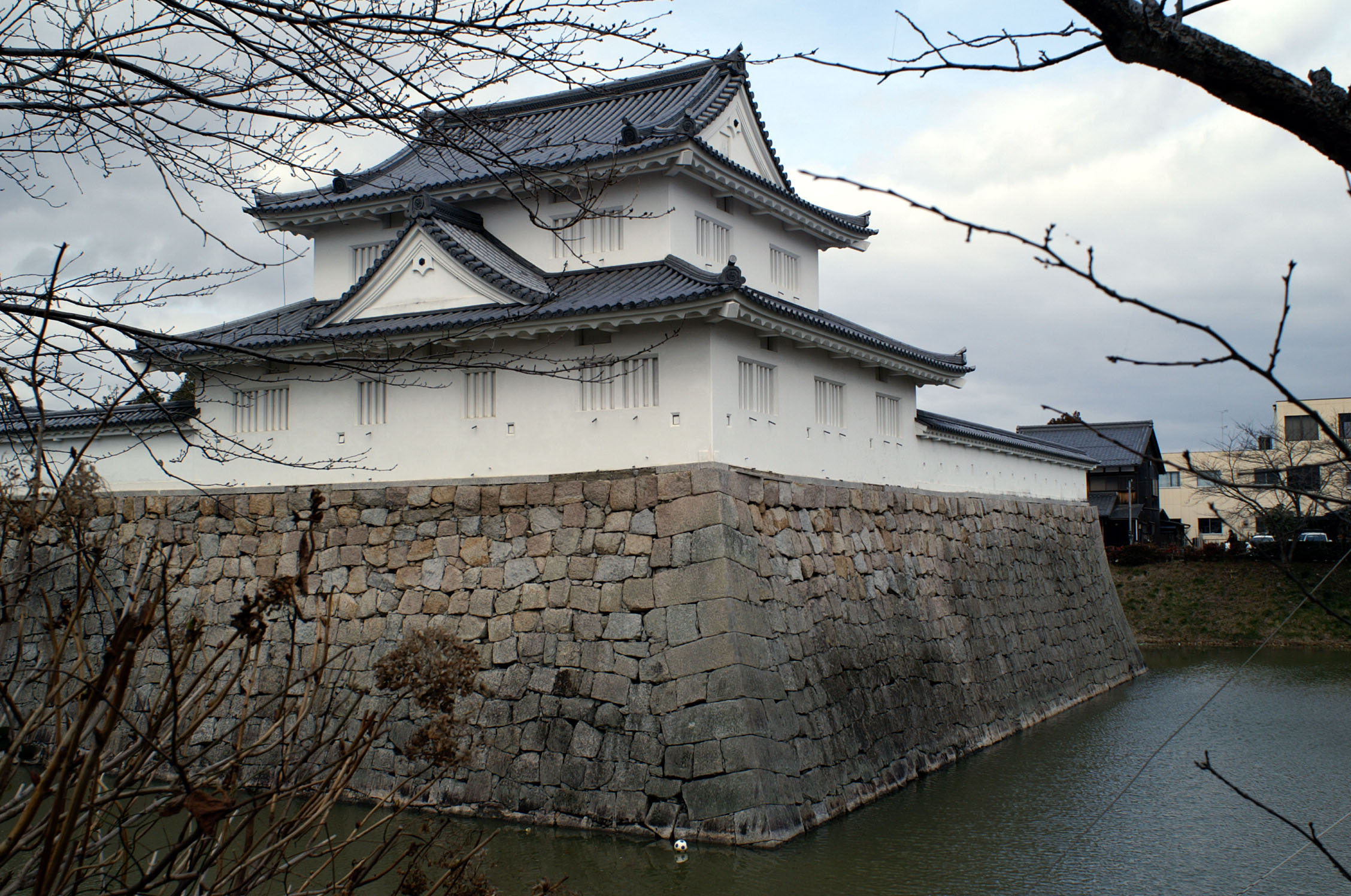
Le château de Minakuchi

Minakuchi est la cinquantième station de la route du Tōkaidō.
Minakuchi abrite un château médiéval (château de Minakuchi) reconstruit, encore protégé par ses douves.